# Nyköpings kammarkör
Nyköpings Kammarkör är en svensk kör, grundad 1965 av Nils Köllerström.

## Dirigenter
- Nils Köllerström
- Bengt Fridén
- Per Ekedahl
- Ulrika Ardin
- Fredrik Winberg
- Lisa Heikkinen
- Anna Rosén Österling